# اوله کووالنکو
اوله کووالنکو (انگلیسی: Oleh Kovalenko؛ زادهٔ ۱۱ آوریل ۱۹۸۸) بازیکن فوتبال اهل اوکراین است.